# Thothorsès
Tiberius Julius Thothorsès (en grec moderne : Τιβέριος Ἰούλιος Θοθωρσης), plus connu sous le nom de Thothorsès ou encore Theothorsès, est un roi du Bosphore de la dynastie Tibérienne-Julienne qui règne d'environ 279-285 à 308.

## Biographie

### Origine
Thothorsès porte un nom iranien et peut être le gentilice « Julius » selon Christian Settipani, qui émet l'hypothèse qu'il soit un fils de Rhescuporis IV et le successeur de son oncle  Tibérius Julius Teiranès.

### Règne
Thothorsès est le contemporain de l'empereur Dioclétien. La première année de ses émissions monétaires (279) correspond avec la dernière de Teiranès, son prédécesseur, et la dernière année avec la première de son successeur Rhadamsadès. Pendant son long règne d'une trentaine d'années, l'émission monétaire se poursuit de façon constante entre les années 575 à 604 de l'ère du Pont utilisée dans le royaume du Bosphore. Ces pièces, avec la légende « BACIΛEΩC ΘОΘΩPCOY », représentent à l'avers le buste diadémé et drapé de Thothorsès à droite vu de trois quarts en avant et, devant le visage, un monogramme, et au revers le buste radié, drapé et cuirassé de Dioclétien vu de trois quarts en avant et également devant le visage, monogramme.
On relève également sous son règne cette curieuse inscription datée de l'an 306/307 ap. J.-C. :

« Au Dieu Suprême qui écoute, ex voto, Aur (Elius) Valerius Sogous, fils de l'Olympos, commandant de Théodosie, connu des empereurs, honoré par Dioclétien, et Maximien, appelé également Olympianos dans la province, qui fait un long voyage et a été absent 16 ans et connut de nombreuses difficultés, s'est acquitté de son vœu érigeant depuis les fondements la maison de prière en 603. »

Le donateur Sogous, fils d'Olympos, est un personnage très important du royaume du Bosphore ; gouverneur de Théodosie, il porte un gentilice « Aurelius Valerius », commun aux deux empereurs cités. Par ailleurs, il est étonnant du fait de ses fonctions et après une absence de 16 ans, qu'il se réfère aux empereurs romains régnants sans même citer le roi Thothorsès contemporain bien attesté. Benjamin Nadel estime que ces éléments sont peut-être liés à une corégence génératrice d'une guerre civile et/ou à une usurpation pendant laquelle Sogous a préféré ne pas s'impliquer dans un des partis et reconnaître directement l'autorité supérieure de Rome.
Benjamin Nadel avance même l'hypothèse que sous le règne de Thothorsès, après l'agression au cours de la dernière décennie du IIe siècle de ses possessions de Transcaucasie et d'Asie mineure et d'un conflit inter-dynastique impliquant des partis pro- et anti-romain, Rome aurait temporairement incorporé dans l'empire une partie des cités du royaume du Bosphore, avec le statut de « civitas libera », ce qui peut être une explication des conflits ultérieurs avec Chersonèse.

### Sauromatès, fils de Kriskoronos
C'est également sous le règne de Dioclétien que, de manière a priori inconciliable, l'empereur Constantin VII place le conflit entre Rome et un souverain du Bosphore qu'il dénomme « Sauromatès le Bosporien, fils de Kriskoronos », à la tête des Sarmates qui vivaient près de la mer d'Azov.

## Famille

### Mariage et enfants
La postérité de Thothorsès fait également l'objet de plusieurs hypothèses. Christian Settipani lui attribue les enfants suivants :
- Rhadamsadès ;
- Anna ou Nana, épouse de Mirvan III d'Ibérie, sur la base de l'identification du nom « Thothorsès » avec celui d'« Oulitorh », que porte le père de la princesse selon les Chroniques géorgiennes[12] et dont l'un des petits-fils porte plus tard le vieux nom dynastique bosphorien de Sauromace ;
- Rhescuporis V, ce dernier étant peut-être alternativement le fils de Sauromatès IV[13].